# ヴェルナー・パニツキ
ヴェルナー・パニツキ（Werner Panitzki、1911年5月27日 - 2000年6月2日）は、ドイツ空軍の軍人。1962年から1966年まで第2代空軍総監を務めた。最終階級はドイツ連邦軍中将。

## 来歴
キールに生まれる。ドイツ国防軍の空軍に入営し、第二次世界大戦にパイロットとして従軍。しかし1941年に墜落事故を起こして負傷したため前線任務から外され、参謀となった。敗戦後は1947年まで捕虜となっていた。出所後はキールで商売を営む。
1952年、西ドイツ国防省の前身であるブランク機関に入る。1955年の西ドイツ再軍備に伴い、新設のドイツ連邦軍に大佐として入営した。1957年まで空軍第VI部参謀長。この間准将に昇進。1957年6月よりヨーゼフ・カムフーバー空軍総監の下で総監代行および空軍参謀長を務める。ついで1960年までアドルフ・ホイジンガー連邦軍総監の下で連邦軍参謀長を務めた。少将への昇進及び短期間の第4防空師団（ミュンスター）長在任を経て、空軍武器学校長に任命され、さらに北部航空集団司令官に就任した。

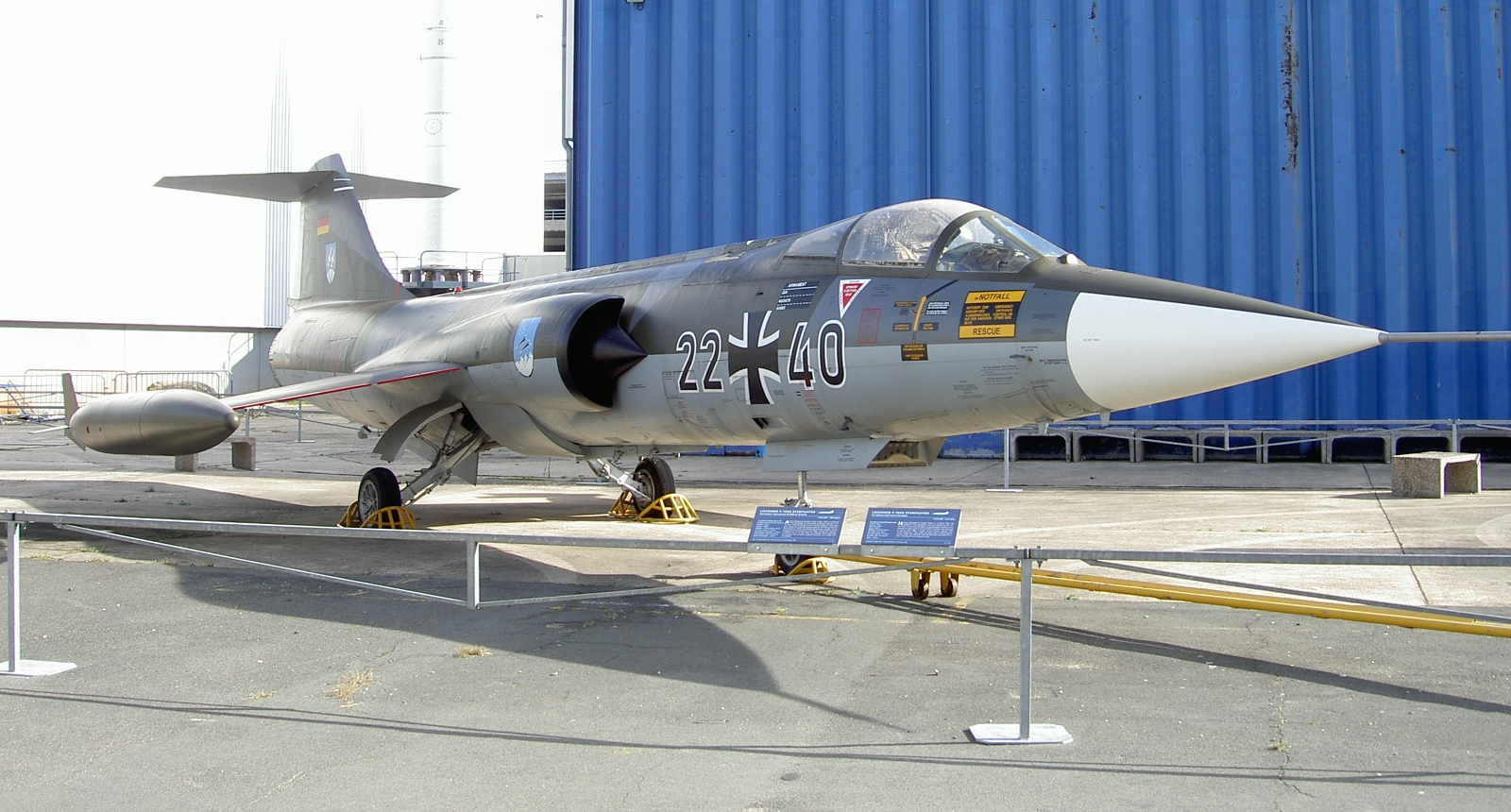
西ドイツ空軍のF-104戦闘機

1962年10月、中将に昇進した上で第2代連邦軍空軍総監に任命された。しかし1966年8月、スターファイター戦闘機採用を巡る政治疑惑について、雑誌のインタビューで「この戦闘機の採用は純粋に政治的決断によるものだった」と国防省上層部（背広組）を批判したため、カイ＝ウヴェ・フォン・ハッセル国防相に辞表を提出して依願退官し、事実上更迭された。